# Мадруццо, Кристофоро
Кристофоро Мадруццо (итал. Cristoforo Madruzzo; 5 июля 1512, Кастель-Мадруццо (ита.), Мадруццо, Трентское епископство — 5 июля 1578, Тиволи, Папская область) — итальянский куриальный кардинал и государственный деятель. Его брат Эрипрандо был капитаном наемников, участвовавшим в Итальянских войнах. Князь-епископ Трента с 10 ноября 1539 по 14 ноября 1567. Князь-епископ Бриксена с 17 декабря 1542 по 5 июля 1578. Вице-декан Священной Коллегии Кардиналов с 3 июля 1570 по 5 июля 1578. Кардинал-священник со 2 июня 1542, с титулом церкви Сан-Чезарео-ин-Палатио с 9 января 1545 по 16 января 1560. Кардинал-священник с титулом церкви Сан-Кризогоно с 16 января по 13 марта 1560. Кардинал-священник с титулом церкви Санта-Мария-ин-Трастевере с 13 марта 1560 по 14 апреля 1561. Кардинал-епископ Альбано с 14 апреля 1561 по 18 мая 1562. Кардинал-епископ Сабины с 18 мая 1562 по 12 мая 1564. Кардинал-епископ Палестрины с 12 мая 1564 по 3 июля 1570. Кардинал-епископ Порто и Санта Руфина с 3 июля 1570 по 5 июля 1578.

## Биография
Мадруццо родился 5 июля 1512 года в Калавино, в знатной семье в Тренто. Он учился в Падуе и Болонье, получил в 1529 году от своего старшего брата должность каноника в Тренто в приходе Тироло близ Мерано, был в 1536 году каноником Зальцбурга, в 1537 году Бриксена, а в 1539 году стал князем-епископом Тренто. Будучи в то время всего лишь иподиаконом, в 1542 году был возведен в сан диакона, священника и епископата.
В январе 1543 года он был назначен администратором епископства Бриксен, а вскоре после этого, в том же году, папа  Павел III возвел его в сан кардинала. Отказавшись от епископства в Тренто в 1567 году в пользу своего племянника Людовико, он провел последние годы своей жизни в Италии и последовательно стал кардиналом-епископом Сабины, Палестрины и Порту. Через несколько лет после его смерти его останки были погребены в семейной часовне в церкви Сант-Онофрио-аль-Джаниколо в Риме.
Карл V и его брат, король Фердинанд I, впоследствии император, очень высоко ценили его и использовали во многих важных и деликатных миссиях. Он принимал активное участие в имперском Ратисбонском сейме в качестве представителя императора и решительно отстаивал католическое учение против ереси Мартина Лютера.
В дополнение к двум своим епархиям он получил в 1546 году, по милости Карла V, ежегодное пособие в размере 2000 дукатов от Римско-католической архиепархии Сантьяго-де-Компостела в Испании.
Он умер в Тиволи, Италия, 5 июля 1578 года, в свой 66-й день рождения.

### Тридентский собор
Будучи кардиналом, епископом Трента и временным правителем этого княжества, он, естественно, играл заметную роль в Тридентском соборе. Среди прочего он настаивал на том, чтобы всерьез заняться реформированием Церкви, чего очень желал Карл V и с помощью которого надеялись вернуть протестантов в лоно Церкви. Во многом благодаря его усилиям этот вопрос обсуждался, и на каждой сессии принимались акты такого характера вместе с решениями по доктринальным вопросам. Во время Собора он выступал против кардинала Пачеко и других, которые хотели запретить все народные переводы Библии. Он также был полон решимости продвигать истинно религиозную и христианскую жизнь как среди людей, так и среди церковников, находящихся под его юрисдикцией. Он сам был образованным человеком и с большой щедростью покровительствовал гуманитарным наукам и образованию.